# Placosoma
Placosoma is een geslacht van hagedissen uit de familie Gymnophthalmidae.
De groep werd voor het eerst wetenschappelijk beschreven door Fitzinger in Tschudi in 1847. Er zijn vier soorten, inclusief de pas in 2016 beschreven soort Placosoma limaverdorum. Alle soorten komen voor in delen van Zuid-Amerika en leven endemisch in Brazilië.

## Soortenlijst
| Soorten uit het geslacht Placosoma | Soorten uit het geslacht Placosoma          | Soorten uit het geslacht Placosoma                                             |
| ---------------------------------- | ------------------------------------------- | ------------------------------------------------------------------------------ |
| Naam                               | Auteur                                      | Verspreidingsgebied                                                            |
| Placosoma cipoense                 | Cunha, 1966                                 | Brazilië (Minas Gerais)                                                        |
| Placosoma cordylinum               | Fitzinger in Tschudi, 1847                  | Brazilië (Mato Grosso, Minas Gerais, Rio de Janeiro, Santa Catarina, São Paulo |
| Placosoma glabellum                | Peters, 1870                                | Brazilië (Espirito Santo, Paraná, Rio de Janeiro, Santa Catarina, São Paulo    |
| Placosoma limaverdorum             | Borges-Nojosa, Caramaschi & Rodrigues, 2016 | Brazilië (Ceará)                                                               |